# الکسی گوژار
الکسی گوژار (انگلیسی: Alexis Gougeard؛ زادهٔ ۵ مارس ۱۹۹۳) دوچرخه‌سوار اهل فرانسه است.
از باشگاه‌هایی که در آن بازی کرده‌است می‌توان به آژ۲آر لا موندیال اشاره کرد.